# Azulejos do Centro Histórico de São Luís

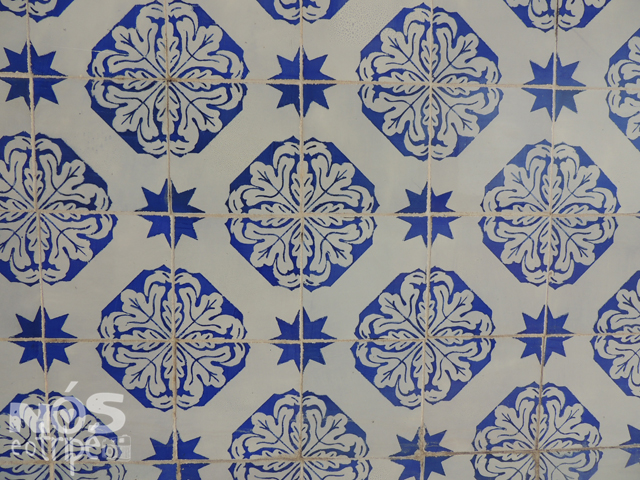
Azulejaria de São Luís

Os Azulejos do Centro Histórico de São Luís integram o patrimônio arquitetônico e cultural da cidade. Podem ser encontrados nas fachadas das casas antigas no centro da cidade, em igrejas e na decoração interna dos casarões.

## Histórico
A partir do século XVIII, no período colonial, houve uma expansão econômica e urbana da capital maranhense. Com a criação da Companhia Geral de Comércio do Grão-Pará e Maranhão, pelo Marquês de Pombal, o porto de São Luís ficou mais movimentando, exportando mercadoria e alimentos produzidos no interior do Maranhão (algodão e arroz) e importando pessoas escravizadas do continente africano e manufaturas da Europa. Com o crescimento econômico, houve uma busca pelo enriquecimento da estética das casas das classes mais ricas e dos prédios comerciais. 

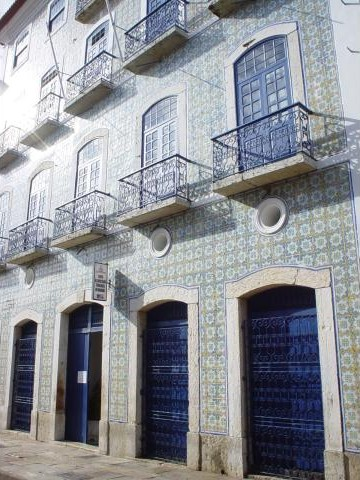
Fachada azulejada no Centro Histórico de São Luís

Uma das suas principais formas de expressão artística, os portugueses de dedicaram à produção de azulejos. 
Com grande influência portuguesa, a cidade de São Luís preserva o maior aglomerado urbano de azulejos dos séculos XVIII e XIX, em toda a América Latina. Além do senso artístico e longevidade de cinco séculos, o azulejo também teve uma função utilitária, resistindo aos fortes tempos chuvosos e amenizando o calor do verão, devido aos tons brancos que refletem os raios solares, tornando mais amena a temperatura no interior das edificações e funcionado como isolante térmico. 
No ano de 1997 o Centro Histórico da cidade foi declarado patrimônio cultural da humanidade pela UNESCO. São Luís também é conhecida como "Cidade dos Azulejos".

## Exposição
O Museu Histórico e Artístico do Maranhão, localizado em São Luís, guarda o maior acervo de azulejos em exposição, provenientes de doações. Grande parte do patrimônio azulejar maranhense é em sua maior parte proveniente de Portugal, mas também possui influência da França.
Considerado o maior prédio em azulejos do país (tem três pavimentos), o Solar São Luís foi construído na segunda metade do século XIX. Teve seu interior destruído por um incêndio e ficou abandonado até ser adquirido e restaurado pela Caixa Econômica Federal, que nele instalou uma agência. 

## Galeria

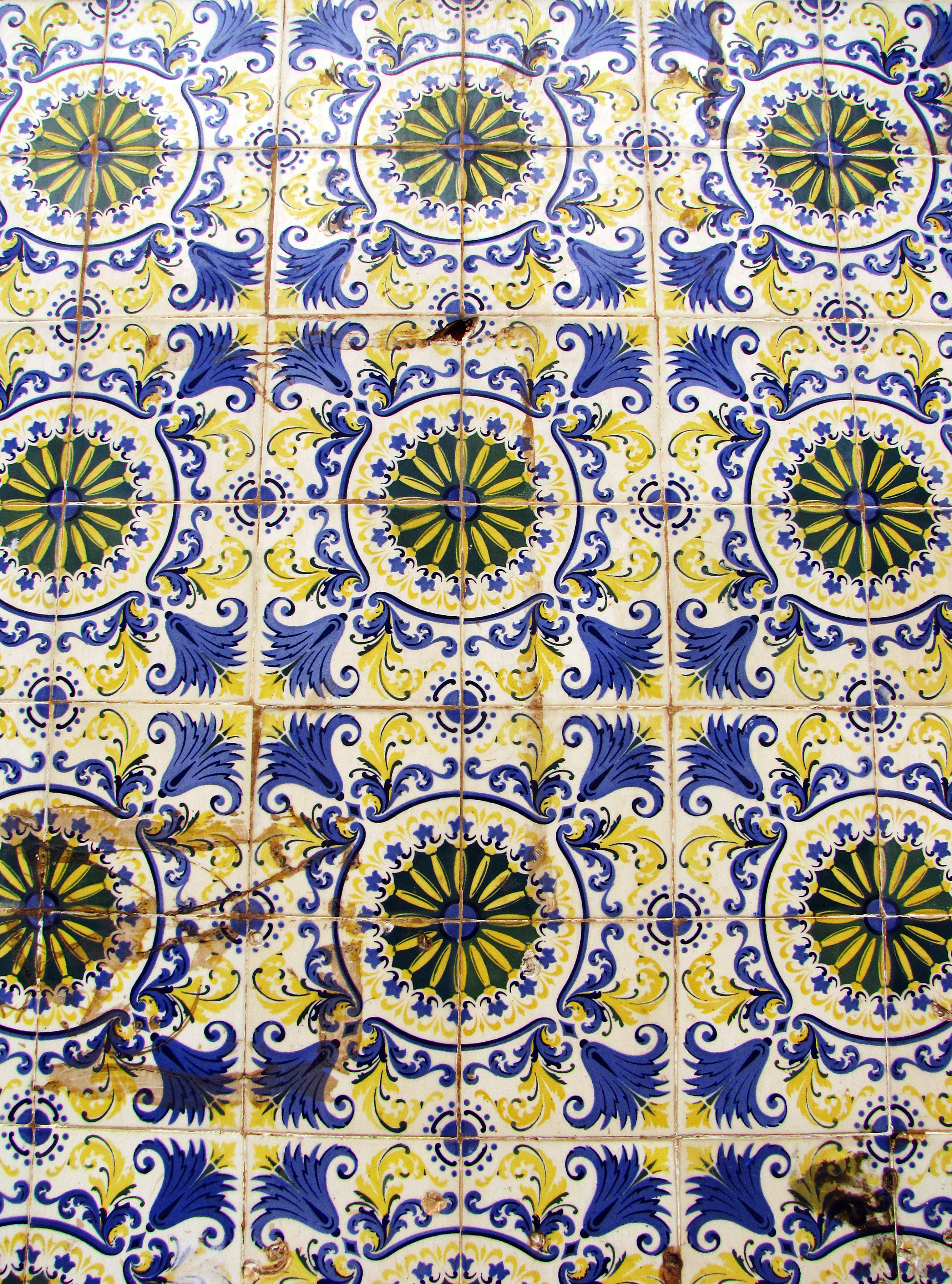
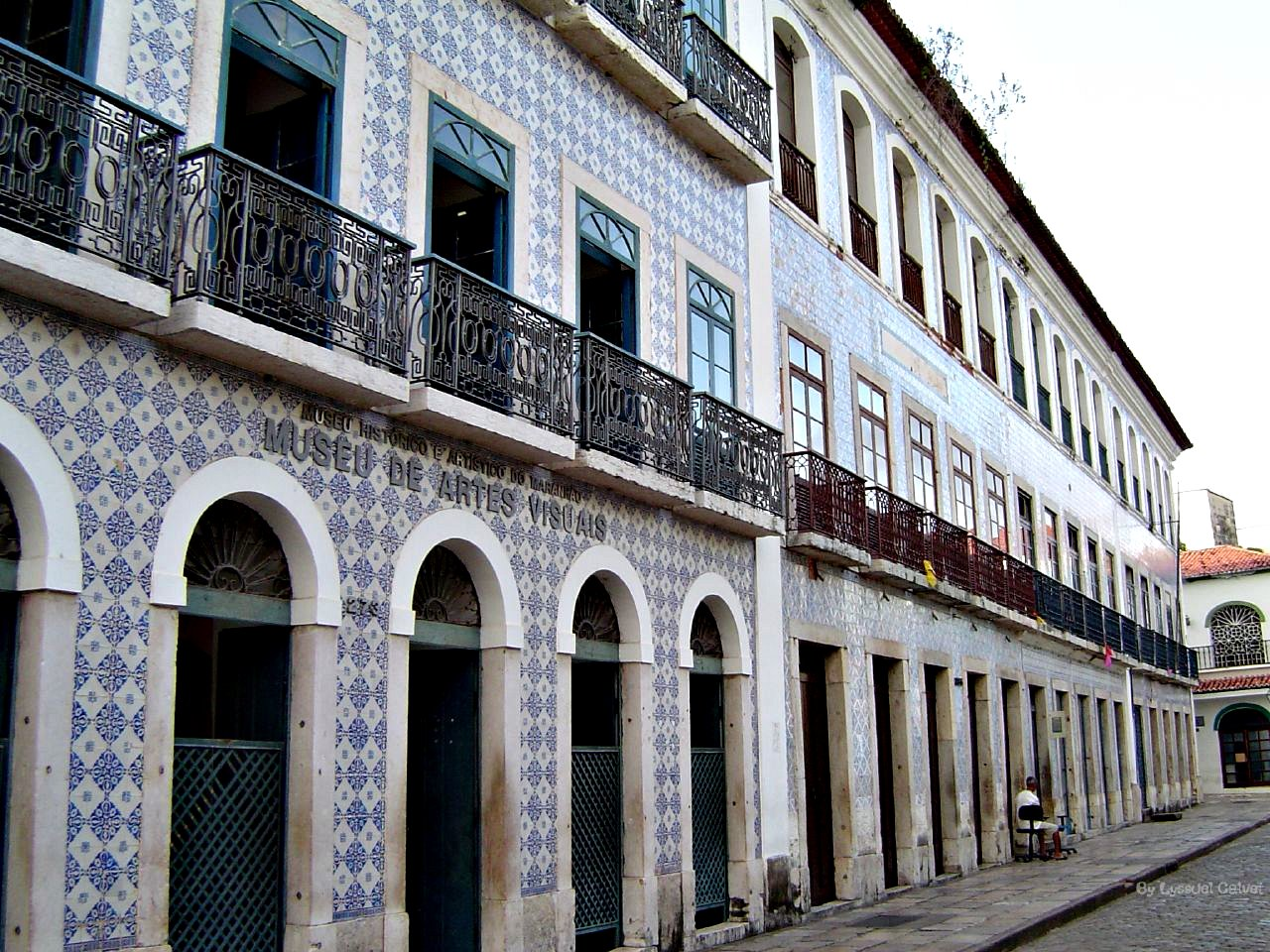
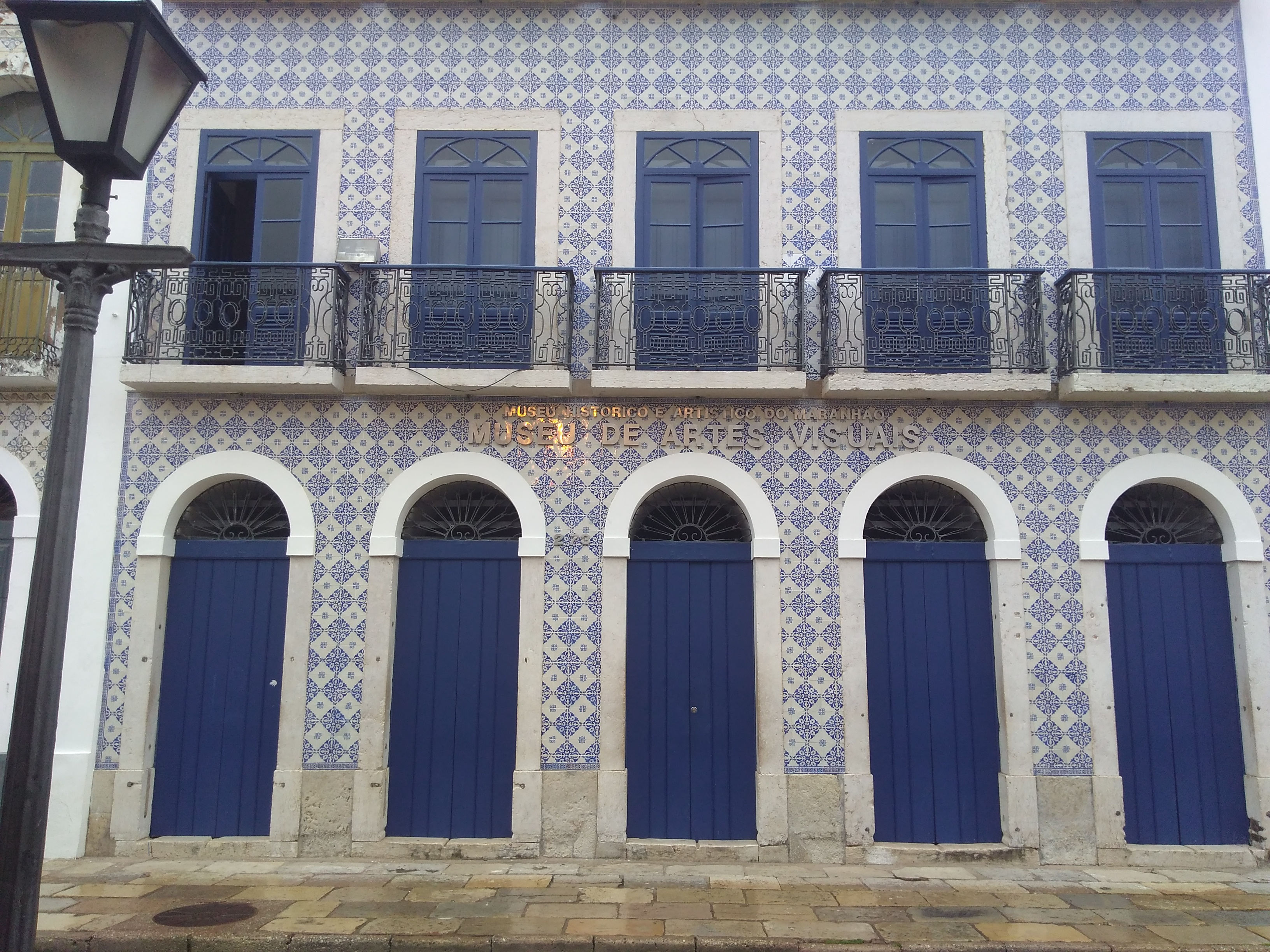
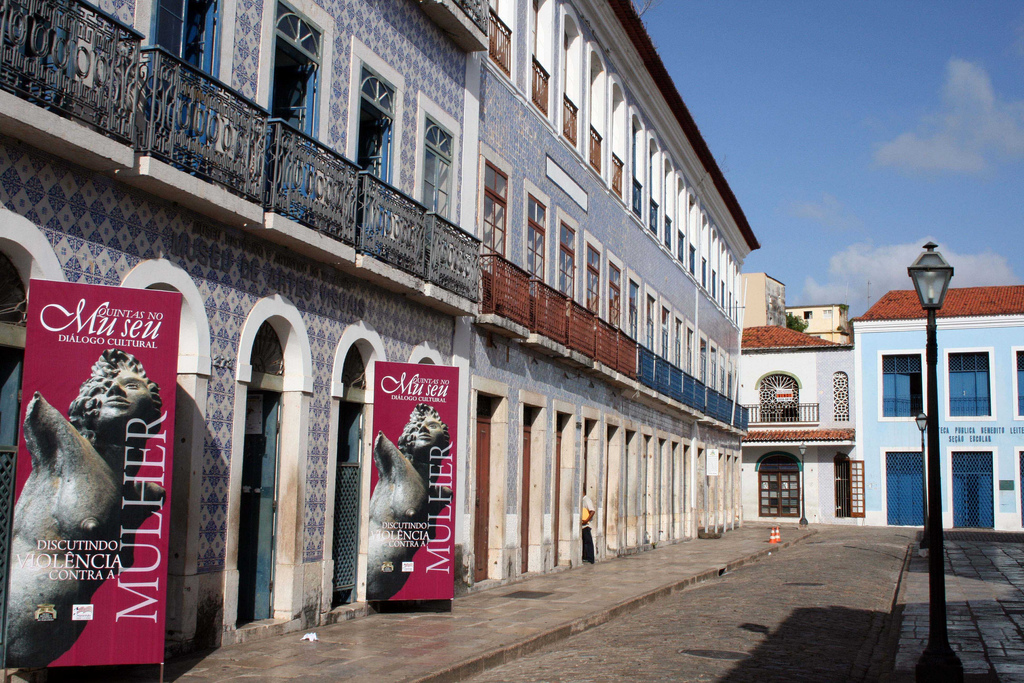
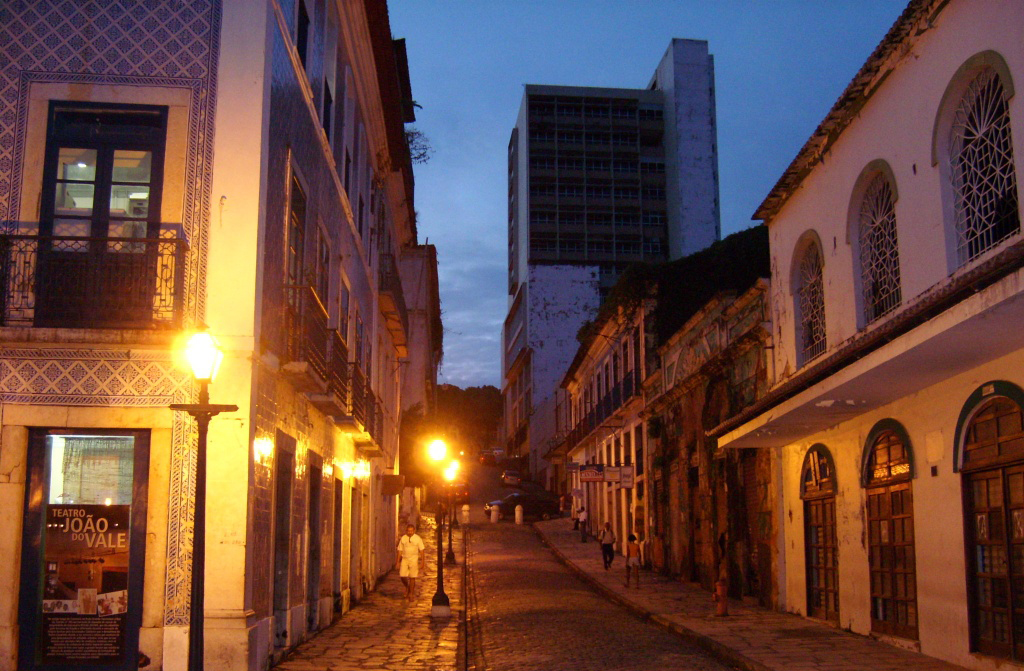